# Belloc-Saint-Clamens
Belloc-Saint-Clamens település Franciaországban, Gers megyében. Lakosainak száma 137 fő (2022. január 1.). Belloc-Saint-Clamens Berdoues, Moncassin, Saint-Médard és Saint-Michel községekkel határos.

## Népesség
A település népességének változása:
| Lakosok száma | 177  | 143  | 147  | 143  | 130  | 129  | 129  | 130  | 139  | 137  |
|               | 1968 | 1982 | 1990 | 2006 | 2013 | 2015 | 2017 | 2019 | 2020 | 2022 |